# Alex Davey
Alexander James "Alex" Davey (* 24. listopad 1994) je bývalý anglický fotbalový obránce. Přestože pochází z Anglie, tak hraje za skotskou fotbalovou reprezentaci.

## Klubová kariéra

### Chelsea
K akademii Chelsea se připojil ve svých deseti letech. Svůj první profesionální kontrakt podepsal v červenci 2012.

### Scunthorpe United (hostování)
26. listopadu 2014 odešel na hostování do Scunthorpe United. Debutoval 29. listopadu proti Barnsley, když v základní sestavě nahradil suspendovaného Andrewa Boyce. Odehrál celý zápas (výhra 2:1).
2. ledna 2015 bylo jeho hostování prodlouženo do konce sezóny.

### Peterborough United (hostování)
8. srpna 2015 se připojil na jednoměsíční hostování k Peterborough United. V ten samý den debutoval v zápase proti Rochdale (prohra 0:2, 90 minut). 1. září 2015 se s klubem dohodl na prodloužení hostování do 3. ledna 2016.

## Reprezentační kariéra
Alex reprezentoval skotský výběr do 19 let.